# Brachymesia herbida
Brachymesia herbida är en trollsländeart som först beskrevs av Juan Cristóbal Gundlach 1889.  Brachymesia herbida ingår i släktet Brachymesia och familjen segeltrollsländor. IUCN kategoriserar arten globalt som livskraftig. Inga underarter finns listade i Catalogue of Life.